# Миховил Михаљевић
Миховил Михаљевић (1. јануар 1770 – 9. март 1845) је био Србин, аустријски фелдмаршал.

## Биографија
Рођен је 1770. године. Потиче из породице која је дала четири аустријска генерала, од којих су двојица 1793. године на бојном пољу страдала.
Миховил је војнички образовање стекао у Бечко-Најштадској војној академији. А 1787. године као заставни кадет је расположен у пуку Св. Ђорђа. За само четири месеца напредовао је због способности и храбрости у чин оберлајтанта, у "Српском фрајкору" (слободном кору). У том чину борио се против Турака, током аустријско-турског рата 1788-1789. године. У саставу 6. вараждинске крајишке регименте је учествовао у бици против Турака код Босанске Дубице 1788. године и у опсади Београда следеће године. Чим је рат окончан, чекала су га нова искушења, након што је послат у Холандију. Ту је годинама са својим Србима делио ратну судбину између 1793-1815. године.
Од 1795. године премештен је у Рајнску армију, где се истакао при јуришу и пробијању Мајнцереске линије. За тај подвиг добио је унапређење у чин капетан-лајтанта. Године 1796. он је капетан код Ђулајског кора, а затим следи неколико премештања. Он је 1795. године послан са Хрватима на брод у Ђенови, који је чувао море од Енглеза. Стигао је он 1799. године у штаб руског војводе Суворова. Доспео је и у француско ратно ропство, током 1,5 године држан је у затвору у Лиону и Марсељу. Командовао је батаљоном на италијанском фронту у Француским револуционарним ратовима. У Наполеоновим ратовима као мајор учествује у бици код Калдијера 1805. године и са Ђурђевачким батаљоном противнападом на реку Адиђи. Када је размењен, вратио се у свој пук и ту напредује на хијерархијској лествици. Он је 1805. године мајор, а 1808. године у чину оберстајтанта (подпуковника). Успорио је на Драви наступање француских снага под генералом Мармоном, које су 1809. године из Далмације журиле ка Бечу. Спасио је том приликом 90 милиона ф. војне помоћи од Шпаније и Енглеске. Затим је заједно са Јелачићевим и Шатлеровим кором осигуравао транспорт 15.000 ратних заробљеника француских војника. кроз Славонију.
Постављен је 1811. године у чине оберстера (пуковника) (од 1809) за команданта Влашко-илирског граничарског пука. У Банату се добро носио са прво са кугом (из Влашке) и разбојништвима које је до 1813. године обуздао. Михаљевић је у мирним годинама оснивао школе и уређивао саобраћајнице, путеве и мостове. Добио је он 25. августа 1814. године чин генерал-мајора, и постављен је 1815. године за бригадира. Оформио је бригаду састављену од три пука и одвео у Француску. По окончању рата са Французима, враћен је у Банат. Он је бригадир у Панчеву, место које је унапредио у сваком погледу да буде град. Унапређење добија 5. октобра 1829. године, када постаје фелдмаршал-лајтант, и као дивизионер буде премештен у Лемберг. Позван је 1831. године у Беч за војног саветника и за награду за успешан рад добија 18. децембра 1832. године, као "притјажатељ" 57. пешачки пук. У његовој пешачкој регименти, подређени официр и пријатељ му је био Стеван Шупљикац, потоњи војвода Српске Војводине. Морао је 1835. године као дивизионер да буде у Будиму, а 17. септембра 1836. године добија командер-крст царског и краљевског Леополд ордена. Следеће 1838. године премештен је као дивизионер у Темишвар.
Титулу угарског барона добио је од цара аустријског, јула 1838. године. Био је по чину генерал фелдцаигмајстер, царског аустријског Леополд ордена командер (носилац), када је 2. августа 1842. године пензионисан. Провео је у војној служби 55 година живота.
Умро је Михаљевић 25. фебруара 1845. године, у 75 години живота. Сахраном је руководио фелдмаршал лајтант Јован барон от Живковић, а сахрањен је поред знаменитог Србина и свог почившег пријатеља, генерала Папиле.